# Gennaro Maria Abbate
Pour les articles homonymes, voir Abbate.
Gennaro Maria Abbate, né à Bitonto le 1er avril 1874 et mort à Squinzano le 11 septembre 1954, est un chef d'orchestre et compositeur italien.

## Biographie
Gennaro Maria Abbate commence ses études musicales avec son père Biago. Après avoir terminé ses études au Conservatoire San Pietro a Majella de Naples, dans la classe du compositeur Niccolò Van Westerhout, il travaille comme chef d'orchestre. En 1895, il remplace son père malade pour diriger Lucia di Lammermoor au Teatro di Bisceglie. Il fait sensation. À partir de ce moment, comme chef d'orchestre, il obtient de nombreux succès dans son pays d'origine, mais également aux Pays-Bas, en Union soviétique, en Égypte et en Amérique du Sud. Pendant quarante ans, il est un des chefs italiens les plus appréciés.
En tant que compositeur, il crée une œuvre vaste avec des opéras, des opérettes, de nombreuses musiques symphoniques et de chambre.
En février 1934, appelé par son frère Ernesto, gravement malade, Gennaro quitte Milan pour diriger provisoirement son orchestre d'harmonie ((it) « banda ») à Squinzano. Mais en avril 1924, Ernesto meurt à l'âge de soixante ans. Gennaro est confronté à un terrible dilemme : quitter quatre décennies d'une carrière à succès dans les théâtres du monde, ou abandonner l'orchestre de musique populaire de son frère. Contre toute attente, il décide de reprendre l'orchestre d'Ernesto. Mais il en fait le meilleur du monde dans le genre.[réf. nécessaire] La « Banda di Squinzano » (Banda musicale dei Fratelli Abbate) se produit partout. Elle est encore active de nos jours.

## Œuvres principales

### Opéras
- Matelda, drame lyrique en un acte et deux tableaux
- La Vandea, opéra en 3 actes
- Sanzio, drame lyrique en 3 actes
- Capitano Martin, opéra en 3 actes

### Opérettes
- La stella del Canada (Naples, 1921)
- Cuor di Rubino
- Le Tre Grezie (1925)
- Elcantadora
- Riri

### Poèmes symphoniques
- Visione epica
- Cascata alpina
- Sinfonia italiana
- Fantasia rapsodica
- Via della gloria